# 陈云经济思想
陈云经济思想是陈云关于经济建设的一系列观点。

## 内容
根据朱佳木总结，陈云经济思想“不能不受他所处那个时代的局限，他在计划经济条件下的论述，有许多当然不再适用于社会主义市场经济”。
其主要内容有：
1. 经济建设要重视改善人民生活，帮助人民解决“吃穿”的实际问题。
2. “综合平衡论”：建设规模和国力相适应，即财政收支、银行信贷、物资供应和外汇收支的平衡；重工业、轻工业和农业的平衡以及工业内部各行业之间的平衡等。
3. 坚持“计划经济为主，市场调节为辅”的原则。
4. 农业是立国治本。
5. “三个主体，三个补充”[4]，1956年提出，即个体经营是国家经营和集体经营的补充、按照市场变化而在国家计划许可范围内的自由生产是计划生产的补充、自由市场是在国家领导之下作为国家市场的补充。

从方法上看，主要是“不唯上、不唯书、只唯实，交换、比较、反复”是“十五字诀”。
陈云反对激进改革，主张按照经验推行渐进改革，说
搞试验要敢想、敢说、敢做，但在具体做时，必须从实际出发，摸着石头过河。要把试验和推广分开，推广必须是成熟的东西，未成熟之前不能大干......我们要改革，但是步子要稳。因为我们的改革，问题复杂，不能要求过急。改革固然要靠一定的理论研究、经济统计和经济预测，更重要的还是要从试点着手，随时总结经验，也就是要‘摸着石头过河’。开始时步子要小，缓缓而行。

## 与邓小平理论的关系
长期以来，一些学者把陈云经济思想与邓小平理论对立起来，将陈云的摸论和邓小平的猫论对立起来。

## 外界评价
由于经济上反对激烈变革立场，毛泽东时代的很长一段时间，陈云曾一直被认为是“右倾保守”的代表人物，甚至是“右倾机会主义分子”，并几度遭受冷遇。到了20世纪80年代中期又被划为“保守派”代表，与改革派相对。

## 研究书目
- 主编李成瑞，副主编朱佳木，《陈云经济思想发展史》，当代中国出版社，2005年（陈云诞辰100周年）。[10]